# Fondamenta degli incurabili

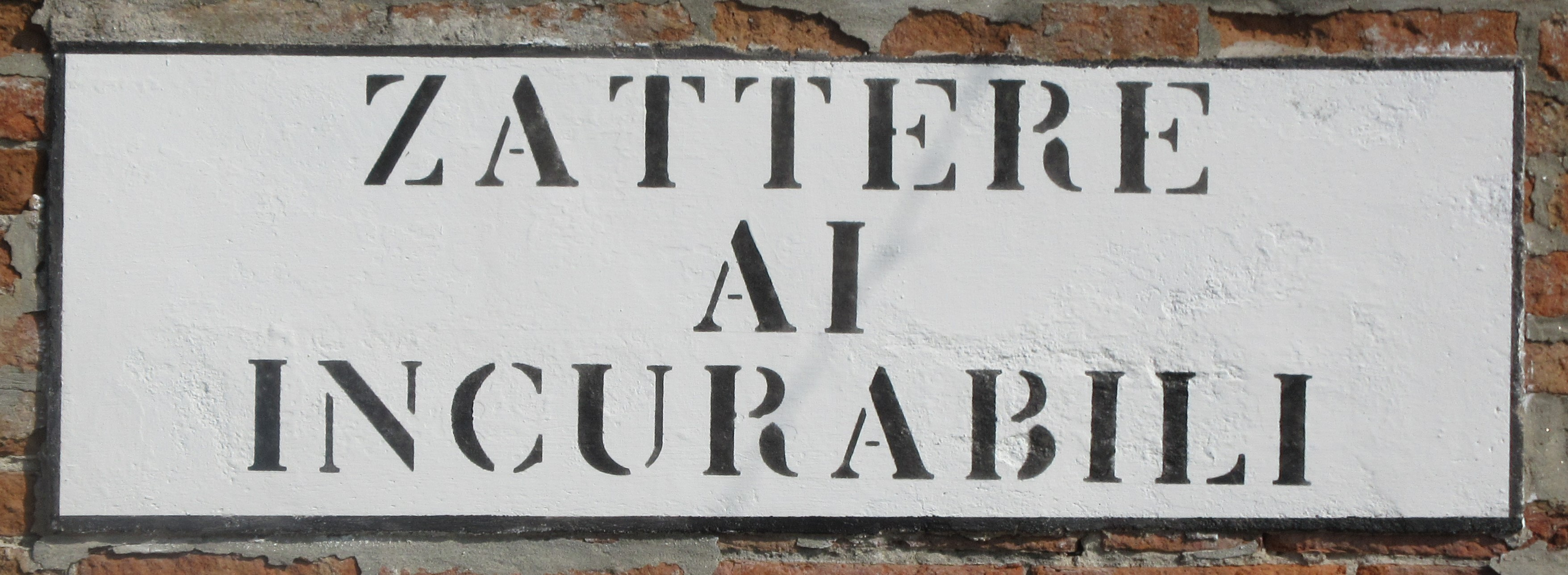
Nizioleto Zattere ai incurabili

Fondamenta degli incurabili, titolo originale Watermark, è un saggio dedicato a Venezia, scritto dallo scrittore russo Iosif Aleksandrovič Brodskij e pubblicato nel 1989.

## Titolo
Fondamenta degli incurabili deriva il suo nome dall'ospedale degli Incurabili di Venezia, ubicato presso la Fondamenta delle Zattere allo Spirito Santo nel sestiere di Dorsoduro.

## Edizione
Il saggio fu commissionato a Brodskij nel 1989 dal Consorzio Venezia Nuova, l’Ente Ministeriale predisposto alla salvaguardia della città lagunare. Fu scritto originariamente in inglese, tradotto da Gilberto Forti e pubblicato per i tipi del Consorzio stesso in edizione fuori commercio. Fu successivamente edito da Adelphi nel 1991.

## Contenuto
L'incipit del saggio ricorda il primo incontro dello scrittore con Venezia nel 1972, un incontro che per i successivi diciassette anni si ripeterà regolarmente. Durante il periodo di chiusura invernale della Università dove insegnava, Brodskij lasciava l'America e trascorreva a Venezia la sua vacanza nel momento dell'anno che prediligeva, l'inverno.
Il libro è un ritratto di Venezia, espresso con il linguaggio della poesia e del saggio. Venezia è colta nella sua magia, unica e irripetibile.